# Fräckis
Uppslagsordet ”Grovis” leder hit. Det kan även vara slang för grovarbetare.
En fräckis är en typ av rolig historia eller gåta som oftast har ett sexuellt innehåll eller slutpoäng, men som även kan handla om naturbehov. Ofta är fräckisarna är korta och har en oväntad tvist. 
Benämningen fräckis kommer från uttrycket fräck historia (i betydelsen obscen) , där ordet fräck senare fått slangändelsen -is.

## Exempel på frekventa användare av fräckisar
- Bert Karlsson
- Stefan & Krister
- Gert Fylking